# Leptecophylla
Leptecophylla är ett släkte av ljungväxter. Leptecophylla ingår i familjen ljungväxter.
Kladogram enligt Catalogue of Life:
| Leptecophylla | \| \| Leptecophylla abietina \| \| \| \| \| \| Leptecophylla brassii \| \| \| \| \| \| Leptecophylla brevistyla \| \| \| \| \| \| Leptecophylla divaricata \| \| \| \| \| \| Leptecophylla juniperina \| \| \| \| \| \| Leptecophylla mariannensis \| \| \| \| \| \| Leptecophylla pendulosa \| \| \| \| \| \| Leptecophylla pogonocalyx \| \| \| \| \| \| Leptecophylla pomarae \| \| \| \| \| \| Leptecophylla rapae \| \| \| \| \| \| Leptecophylla robusta \| \| \| \| \| \| Leptecophylla tameiameiae \| \| \| \| |
|               | \| \| Leptecophylla abietina \| \| \| \| \| \| Leptecophylla brassii \| \| \| \| \| \| Leptecophylla brevistyla \| \| \| \| \| \| Leptecophylla divaricata \| \| \| \| \| \| Leptecophylla juniperina \| \| \| \| \| \| Leptecophylla mariannensis \| \| \| \| \| \| Leptecophylla pendulosa \| \| \| \| \| \| Leptecophylla pogonocalyx \| \| \| \| \| \| Leptecophylla pomarae \| \| \| \| \| \| Leptecophylla rapae \| \| \| \| \| \| Leptecophylla robusta \| \| \| \| \| \| Leptecophylla tameiameiae \| \| \| \| |
|               | Leptecophylla abietina |
|               | |
|               | Leptecophylla brassii |
|               | |
|               | Leptecophylla brevistyla |
|               | |
|               | Leptecophylla divaricata |
|               | |
|               | Leptecophylla juniperina |
|               | |
|               | Leptecophylla mariannensis |
|               | |
|               | Leptecophylla pendulosa |
|               | |
|               | Leptecophylla pogonocalyx |
|               | |
|               | Leptecophylla pomarae |
|               | |
|               | Leptecophylla rapae |
|               | |
|               | Leptecophylla robusta |
|               | |
|               | Leptecophylla tameiameiae |
|               | |

## Bildgalleri

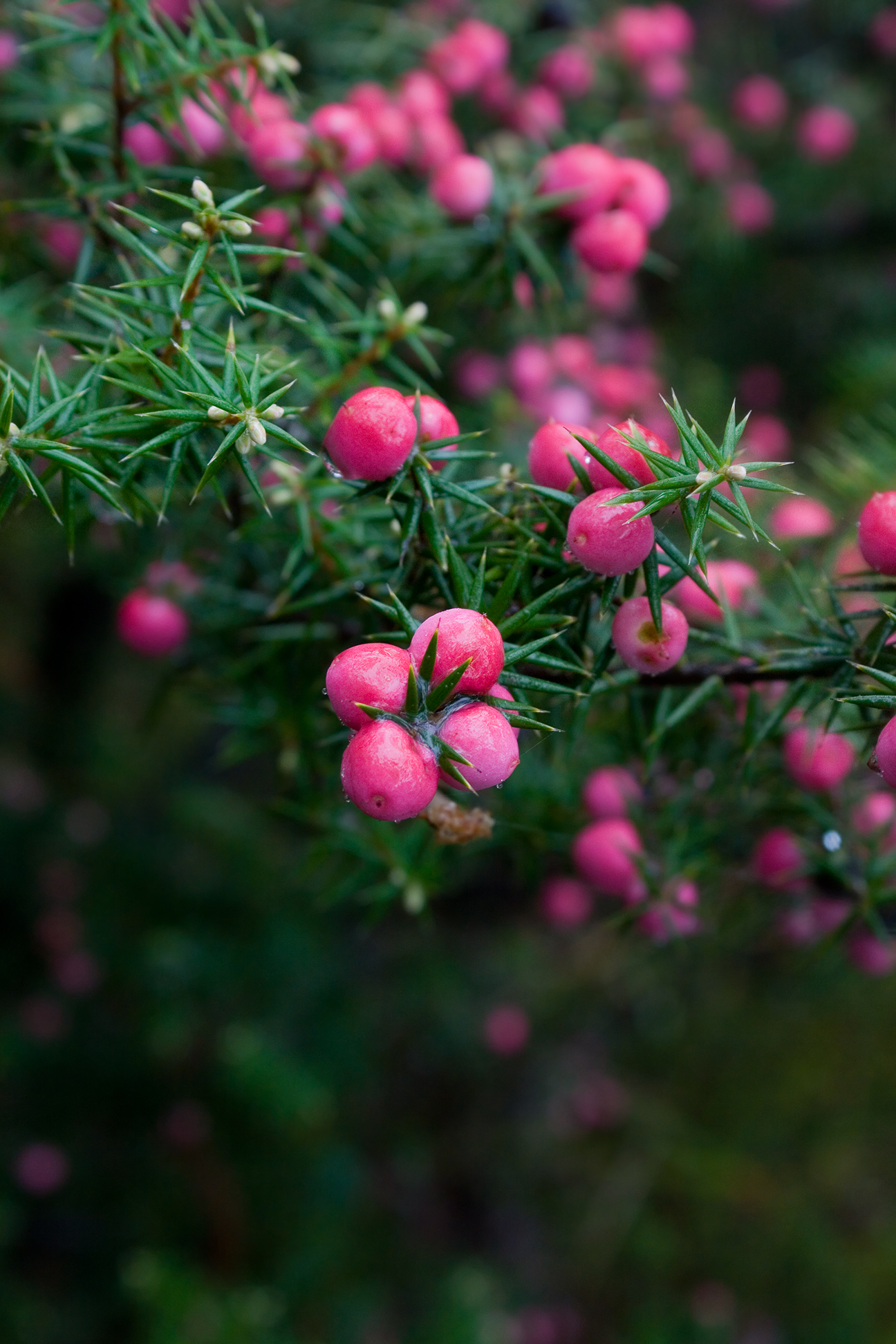
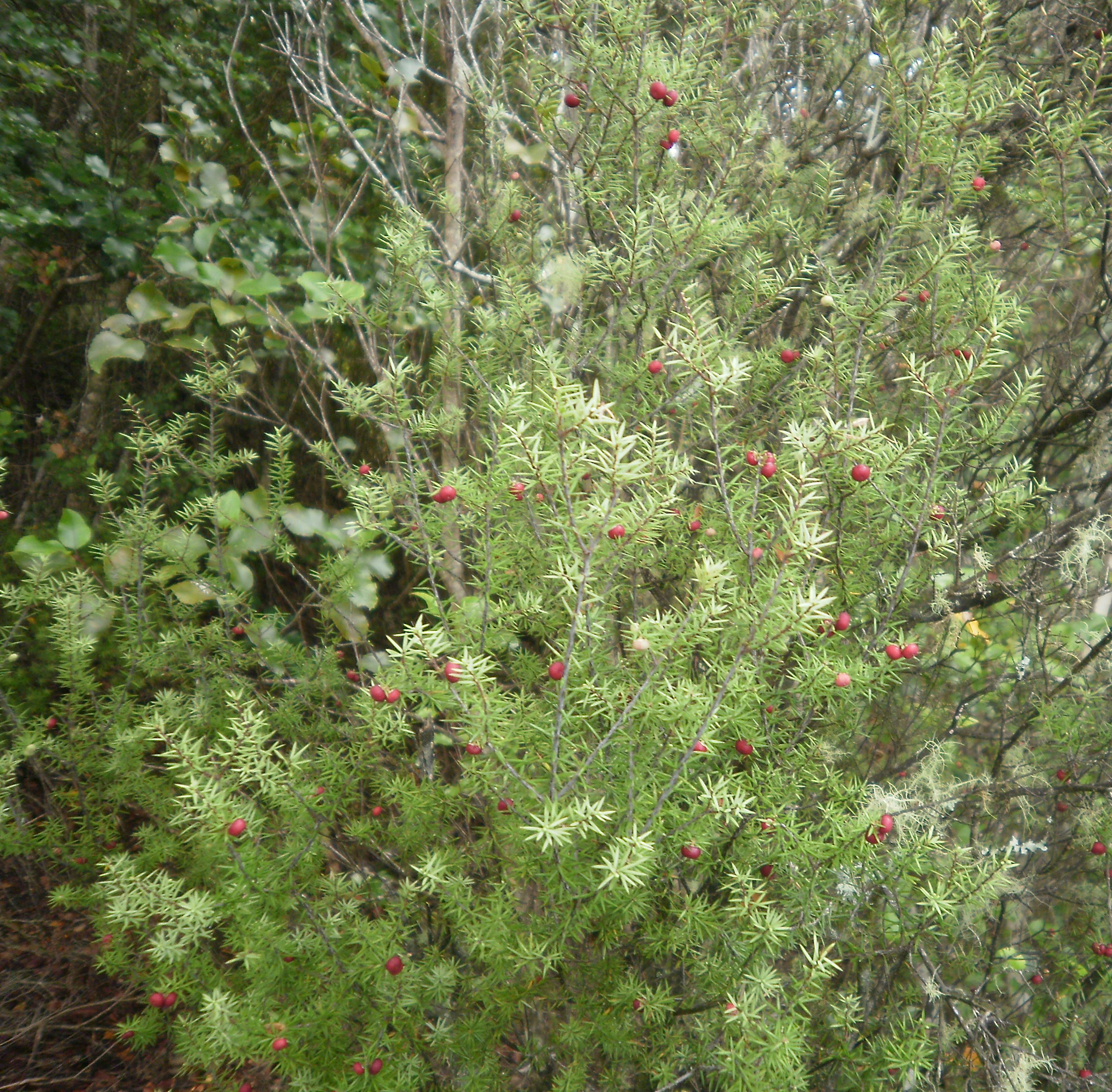
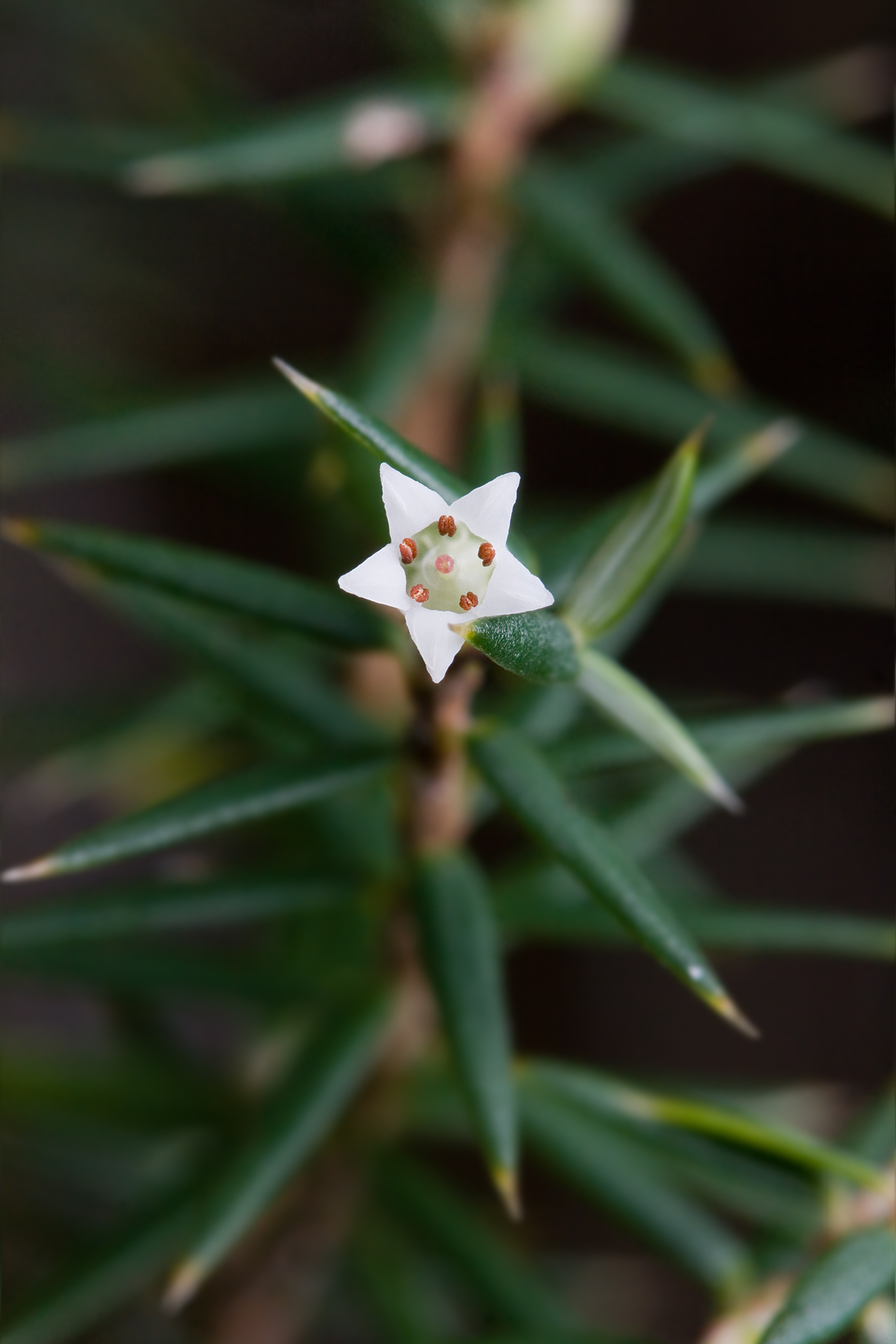
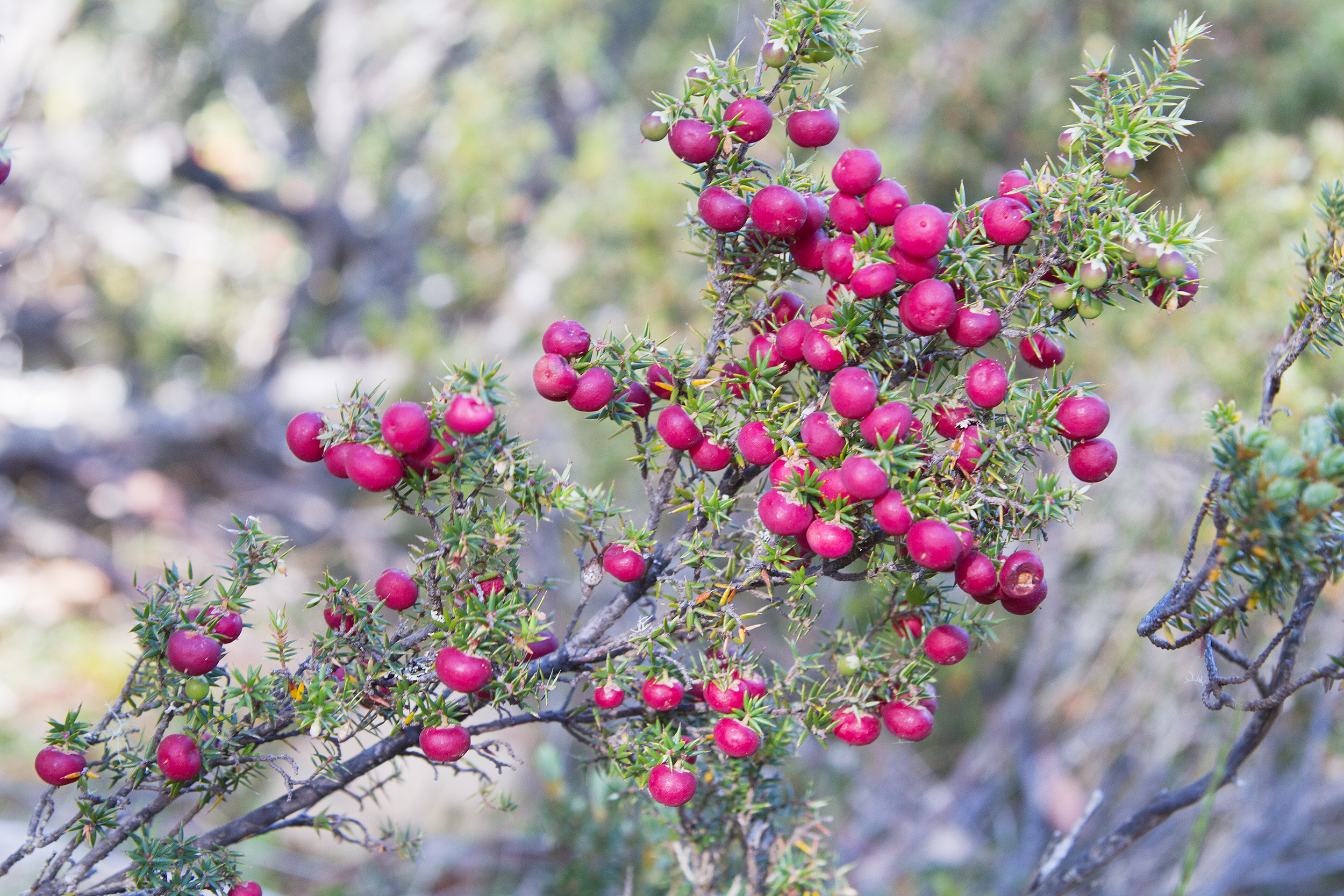
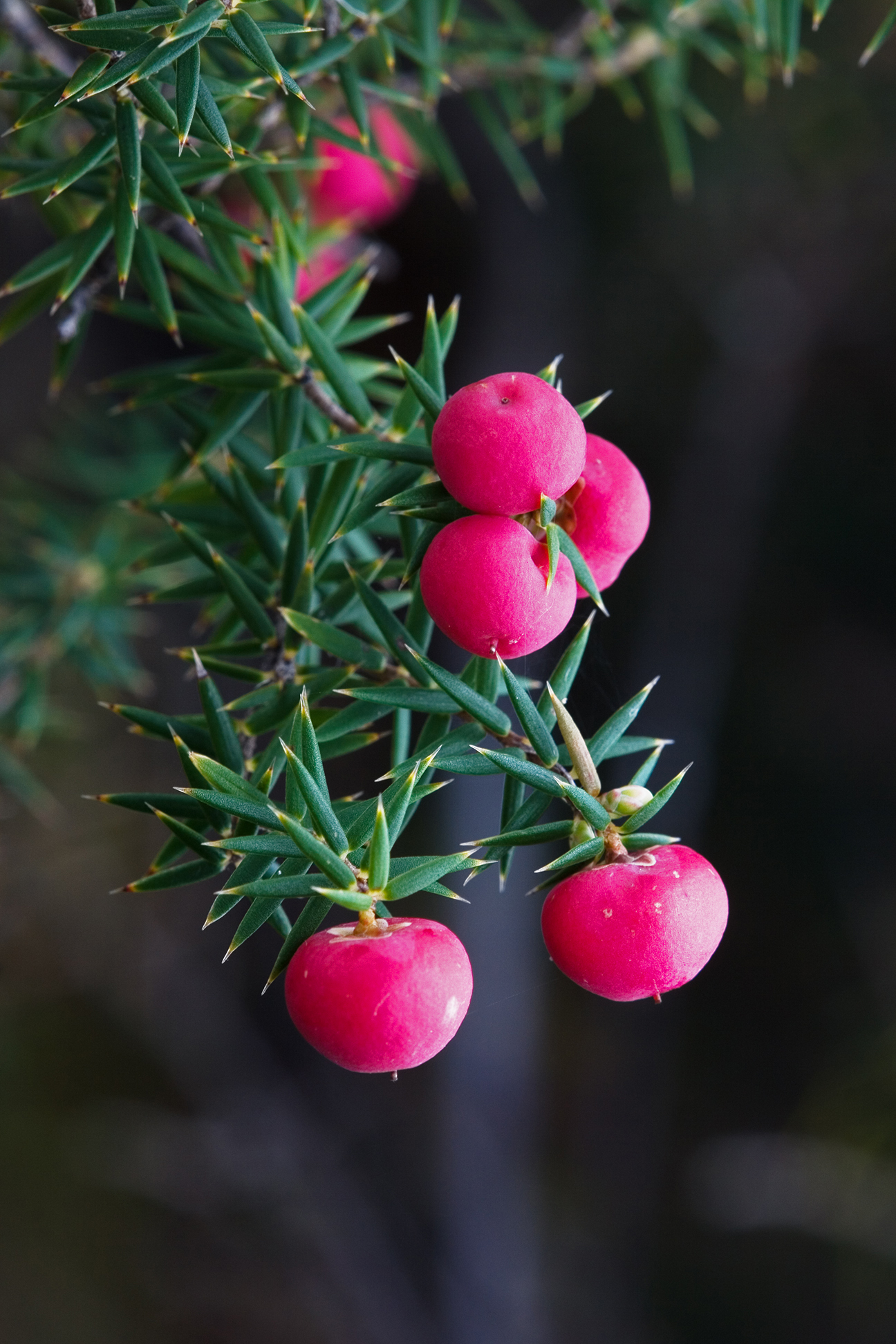
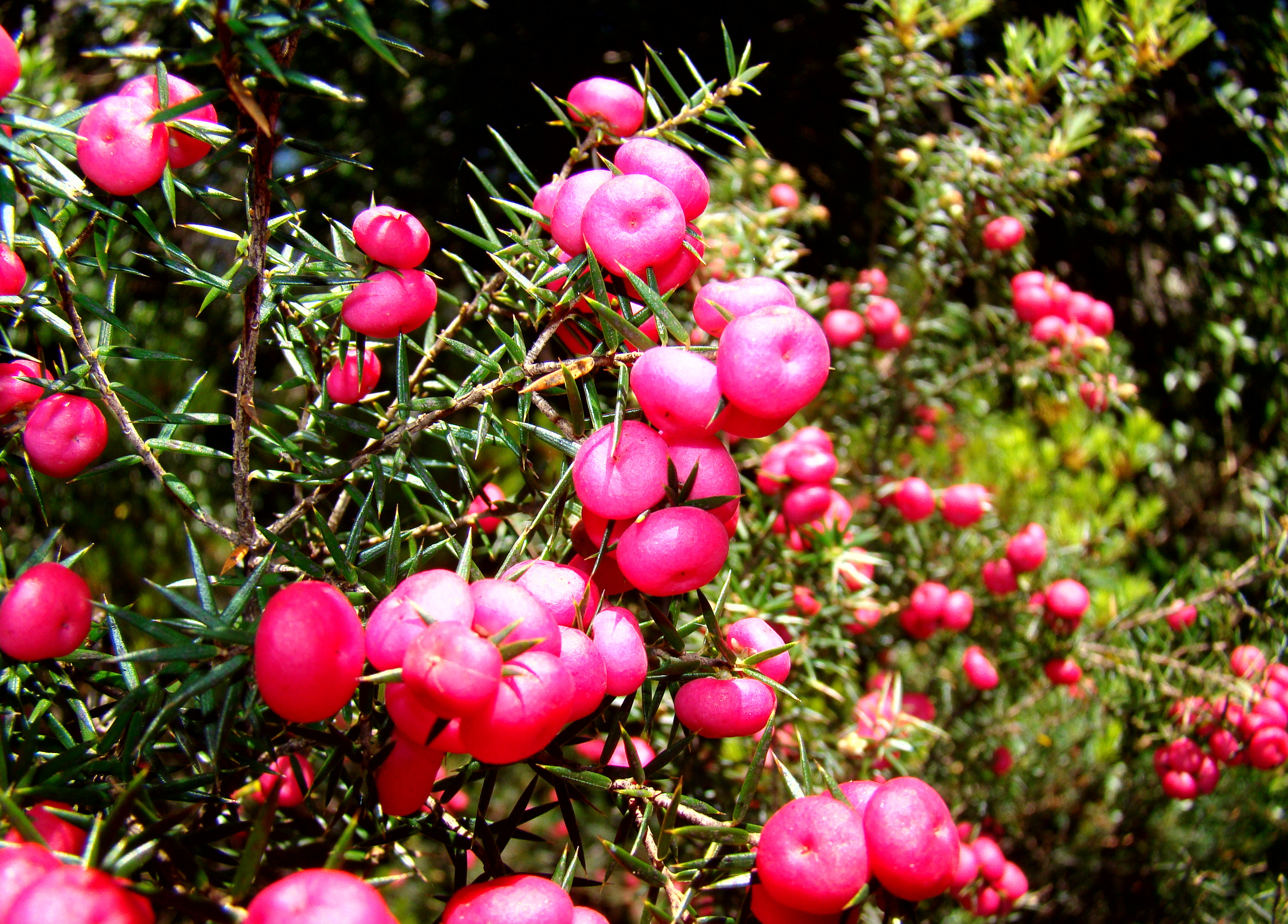